# Les Repentis (série télévisée)
Pour l’article homonyme, voir Les Repentis (téléfilm, 1996).
Les Repentis (Once a Thief) est une série télévisée canadienne en 22 épisodes de 48 minutes, créée par Glenn Davis et William Laurin, et diffusée du 15 septembre 1997 au 2 mai 1998 sur le réseau CTV. Elle est notamment produite par John Woo qui en a réalisé le pilote.
En France, la série a été diffusée à partir du 10 janvier 1998 sur TF1, et au Québec à partir d'octobre 2004 sur Mystère. Elle reste inédite dans les autres pays francophones.

## Synopsis
Mac Ramsey, Li Ann Tsei et Victor Mansfield travaillent pour une agence gouvernementale secrète chargée d'éradiquer les criminels qui échappent à la justice. Ils sont dirigés par la mystérieuse Directrice dans leurs missions…

## Distribution

### Acteurs principaux
- Ivan Sergei (VF : Arnaud Arbessier) : Mac Ramsey
- Sandrine Holt (VF : Anneliese Fromont) : Li Ann Tsei
- Nicholas Lea (VF : Guillaume Orsat) : Victor Mansfield
- Jennifer Dale (VF : Françoise Vallon) : La Directrice

### Acteurs récurrents
- Howard Dell (VF : Jérôme Rebbot) : Agent Dobrinsky (15 épisodes)
- Victoria Pratt (VF : Sybille Tureau) : Jackie Janczyk (8 épisodes)

 Source et légende : version française (VF) sur RS Doublage

## Épisodes
1. La Théorie du Big-Bang (The Big Bang Theory)
2. Rave Party (Rave On)
3. Mariage à l'essai (Trial Marriage)
4. L'Art funeste (Art of Death)
5. Mac Daddy (Mac Daddy)
6. C'est grave, Docteur ? (Wang Dang Doodle)
7. La Soirée Flip fait un flop (It Happened One Night)
8. Tout un poème (Drive, She Said)
9. Faux en tout genre (Jaded Love)
10. Noces d'uranium (Wedding Bell Blues)
11. Drôle de relève (That Old Gang of Mine)
12. La Dernière Tentation de Vic (Last Temptation of Vic)
13. Les Fils à maman (Mama's Boys)
14. Le Choix de Li Ann (Li Ann's Choice)
15. Pur et Dur (True Blue)
16. C'est la justice qui disjoncte (Kangaroo Court)
17. P'tite Sœur (Little Sister)
18. La Fin (Day of the Jackass)
19. Capsule spéciale (The Director's File)
20. Réunion de famille (Family Reunion)
21. Vertiges de l'amour (Politics of Love)
22. Souffler n'est pas jouer (Shaken Not Stirred)

## Sortie DVD
- France :

L'intégralité de la série est sortie sur le support DVD.
- - Les Repentis : Partie 1 (Coffret 3 DVD-9) sorti le 8 mars 2007 édité par TF1 Vidéo et distribué par Paramount Home Entertainment France. Le ratio écran est en 1.33:1 plein écran 4:3. L'audio est en Français Dolby Digital sans sous-titres et sans suppléments. Les 11 premiers épisodes sont présents. Il s'agit d'une édition Zone 2 Pal[2].
  - Les Repentis : Partie 2 (Coffret 3 DVD-9) sorti le 16 mai 2007 édité par TF1 Vidéo et distribué par Paramount Home Entertainment France. Le ratio écran est en 1.33:1 plein écran 4:3. L'audio est en Français Dolby Digital sans sous-titres et sans suppléments. Les 11 derniers épisodes sont présents. Il s'agit d'une édition Zone 2 Pal[3].